# 唐尚
唐尚（?—?），战国时期人物。
唐尚的同龄人有的担任史官（抄写文书的官员），唐尚的朋友告诉了他。唐尚说自己不是没有机会，而是感到羞耻，他的朋友不相信。前354年（赵成侯二十一年、魏惠王十六年），魏国围攻赵国邯郸，次年城陷。后来他出使魏国劝说魏惠王将邯郸还给赵国，成功之后，赵国赠给他伯阳邑（今河南省安阳市西北）。他的朋友这才相信他羞于为史官。这个朋友希望唐尚为他哥哥谋取官职，唐尚说等卫国国君死后，让你哥哥代替他。这个朋友居然相信了。
《汉书·古今人表》把他列为第七等下上。